# ابرمدرن-تسوتسندرف
ابرمدرن-تسوتسندرف (به فرانسوی: Obermodern-Zutzendorf) یک کمون در فرانسه با جمعیت ۱٬۵۳۸ نفر است که در Canton of Bouxwiller واقع شده‌است.